# Пандора (телесериал)
«Пандора» (англ. Pandora) — американский научно-фантастический телесериал, который расскажет нам историю о находчивой молодой женщине, потерявшей все, но, несмотря на это, продолжающей попытки найти жизнь вокруг себя.
16 октября 2019 телеканал The CW продлил сериал на второй сезон Премьера второго сезона состоится 4 октября 2020 года. В мае 2021 сериал был закрыт после двух сезонов.

## Сюжет
Год 2199, главная героиня фантастического боевика «Пандора» по имени Джакс, после потери всех родных, поступает в Академию космической подготовки флота на Земле, и там у неё получается найти то, чего она когда-то была лишена, — дорогих ей людей, надежду на будущее и смысл продолжать жить. Джакс и её новообретенные друзья теперь в месте, где их научат защищать планету и галактику от любых возможных угроз — неважно, будут это пришельцы или другие люди.
Но в то время, когда героиня больше не чувствует одиночество и Пандора — это её имя в кругу близких людей, появляются иные и возможно более серьёзные проблемы для неё и всех, кто ей дорог. Тайна собственного появления здесь и природы личности постепенно начинает приоткрываться в глазах других, и потому Джакс должна открыть правду о себе. В надежде, что, быть может, у неё получится стать спасителем человечества.
Или тем, кто будет в силах уничтожить все.

## Актёрский состав и персонажи

### Основной состав
= Главная роль в сезоне      = Второстепенная роль в сезоне      = Гостевая роль в сезоне      = Не появляется
| Присцилла Кинтана          | Жаклин «Джакс» Чжоу / Пандора / Блум | 13 | 10 | 23 |
| Оливер Денч                | Ксандер Дюваль                       | 13 | 10 | 23 |
| Бен Рэдклифф               | Рален                                | 13 | 10 | 23 |
| Ноа Хантли                 | Донован Осборн                       | 13 | 10 | 23 |
| Рашель Банно               | Атриа Найн                           | 13 |    | 13 |
| Банита Сандху              | Делани Пилар                         | 13 |    | 13 |
| Викаш Баи                  | Мартин Шрал                          | 6  | 10 | 16 |
| Мартин Бобб-Сэмпл          | Томас Джеймс Росс                    | 13 |    | 13 |
| Тина Каскиани              | Тирни                                | 4  | 7  | 11 |
| Акшай Кумар                | Джетт Аннамалай                      | 1  | 10 | 11 |
| Темина Санни               | Риган Фрид                           | 10 |    | 10 |
| Николь Кастильо-Мавроматис | Зази Николс                          |    | 9  | 9  |
| Джон Харлан Ким            | Грэг Ли                              | 5  | 2  | 7  |
| Всего эпизодов             | Всего эпизодов                       | 13 | 10 | 23 |

- Присцилла Кинтана — Жаклин «Джакс» Чжоу, также известная как Пандора, молодая женщина, родители которой были убиты в результате внезапного нападения на колонию планеты, в которой они жили, и которая приезжает в Земную космическую академию в качестве студента, но вскоре обнаруживает, что есть вещи о себе, которых она не знает или не понимает.
- Оливер Денч — Ксандер Дюваль, ассистента профессора Осборна в Академии космической подготовки Земли, он скрывает секреты от Джакс, несмотря на то, что его влечет к ней.
- Рейчел Банно —  Атрии Найн, сокурсница по Академии космической подготовки Земли и хорошая подруга Джакс.
- Джон Харлан Ким — Грег Ли, сокурсник по Академии космической подготовки Земли и недолго был парнем Джакс.
- Бен Рэдклифф — Рален, инопланетный затарианц и сокурсник в Академии космической подготовки Земли, которому, как правило, не доверяют земные студенты из-за более ранней войны затарианцев с Землей
- Банита Сандху — Делани Пилар, сокурсница по Академии космической подготовки Земли и соседка Джакс по комнате.
- Мартин Бобб-Семпл — Томас Джеймс Росс, сокурсник по Академии космической подготовки Земли и друг Джакс.
- Ноа Хантли — профессор Донован Осборн, дядя Джакс и профессор Академии космической подготовки Земли, который знает о Джакс и её прошлом больше, чем говорит.
- Акшай Кумар — Джетт Аннамали, студент, создающий проблемы, которого отстранили от Академии космической подготовки Земли, но который вернулся в поисках прощения и второго шанса.
- Николь Кастильо-Мавроматис — Зази, новая соседка Джакс по комнате в Академии космической подготовки Земли.
- Темина Санни — Реган Фрейд, дочь промышленника Харлана Фрида.
- Викаш Бхаи — Мартин Шрал, профессор Академии космической подготовки Земли, который становится наставником некоторых студентов, включая Джакс.
- Томми Эрл Дженкинс — Эллисон Певни, профессор Академии космической подготовки Земли.
- Тина Кашиани — Тирни, которая имеет необъяснимые связи с отцом Томаса и которая в конечном итоге оказывается более могущественная, чем предполагалось вначале. Она возглавляет преступный синдикат Ипатия.
- Эми Макферсон (1 сезон) и Теген Коротко (2 сезон) — Матта, жена Ралена из Затара.
- Шэйни Эрез — адмирал Мередит Лукас, лидера «EarthComm» и руководитель Ксандера и Джакса
- Роксанна Макки (2 сезон) — Ева, мать Джакс и сестра профессора Донована Осборна, которую считали погибшей во время нападения на колонию. Харизма Карпентер изобразила персонажа в финале первого сезона.
- Люк Фетерстон — Харлан Фрид, промышленник, который перенес свое сознание в более молодое тело клона. Бен Кросс появляется в первом сезоне в роли оригинального Харлана Фрида.
- Ману Беннетт — Леон Вокк

## Список эпизодов
| Сезон | Сезон | Эпизоды | Оригинальная дата выхода | Оригинальная дата выхода |
| Сезон | Сезон | Эпизоды | Премьера сезона          | Финал сезона             |
| ----- | ----- | ------- | ------------------------ | ------------------------ |
|       | 1     | 13      | 17 июля 2019             | 1 октября 2019           |
|       | 2     | 10      | 4 октября 2020           | 13 декабря 2020          |

## Премии и номинации
| Год  | Награда          | Категория                               | Результат |
| ---- | ---------------- | --------------------------------------- | --------- |
| 2021 | Премия «Сатурн » | Лучший научно-фантастический телесериал | Номинация |